# Bartoszówka (Połowce)
Bartoszówka (ukr. Бартошівка) – dawniej samodzielna wieś na Ukrainie w rejonie czortkowskim należącym do obwodu tarnopolskiego. Po wojnie włączona do wsi Połowce, stanowiła jej wschodnią część. Obecnie po Bartoszówce nie pozostało nic.

## Historia
Bartoszówka to dawniej samodzielna miejscowość. 1 stycznia 1925, w II Rzeczypospolitej, z części gminy Połowce (rozparcelowany folwark dóbr Połowce) utworzono samodzielną jednostkową gminę Bartoszówka. Należała do powiatu czortkowskiego w województwie tarnopolskim.
1 sierpnia 1934 w ramach reformy na podstawie ustawy scaleniowej weszła w skład nowej zbiorowej gminy Dżuryn, gdzie we wrześniu 1934 utworzyła gromadę Bartoszówka. 
W 1931 liczyła 365 mieszkańców, z których prawie wszyscy byli Polakami. W lutym 1940 r. NKWD zesłało na Syberię 200 mieszkańców. W latach 1941–1947 nacjonaliści ukraińscy z OUN-UPA zamordowali 25 Polaków.
Po wojnie włączona w struktury ZSRR.